# Adapa
Adapa je bio babilonska mitska osoba koja je iz neznanih razloga odbila dar besmrtnosti. Priča dokazano potječe iz kasitskog razdoblja (14. st. pr. Kr.). Prema babilonskom mitu Adapa je bio sin Ea i služio je kao svećenik u Eridu. Isto je znan kao Uan (grčki „Oannes“), prvi od Sedam Mudraca, koji je donio umjetnost i vještinu civilizavije čovječanstvu.
Adapa je bio smrtan iako je bio sin Ea (Enki u sumerskom), boga mudrosti i boga-zaštitnika grada Eridua, te je, dakle, bio onaj koji je donio umjetnost civilizacije tomu gradu (iz Dilmuna, prema nekim verzijama). On je slomio krila božice Ninlil Južnog Vjetra, koja je prevrnula njegov čamac, i pozvan je da se očituje pred Anuom. Ea, njegov otac, upozorio ga je da se brani ponizno, ali da ne kuša niti hranu niti piće dok je na Nebu, jer će to biti piće smrti. Anu, impresioniran Adapovom otvorenošću, umjesto toga ponudio je Adapi hranu besmrtnosti. Međutim, vođen Eanim savjetom, Adapa je odbio čime je propustio priliku za besmrtnošću koja je mogla postati njegova.
Možemo povući paralele iz biblijske priče Postanka, gdje je Jahve (Yahweh) protjerao Adama i Evu iz Edinskog Vrta nakon što su jeli s Drva Spoznaje Dobra i Zla, čime su izgubili besmrtnost.
Adapa je često identificiran kao savjetnik mitskom (pretpotopnom) prvom kralju Eridua, Alulimu. Uz te dužnosti, on je služio kao svećenik i egzorcist te je nakon smrti zauzeo mjesto među Sedam Mudraca ili Apkallū. (Apkallu, „mudar“, dolazi od sumerskog AB.GAL; Ab=“voda“, Gal=“Velik“, reference koja se odnosila na Adapu, prvom asocijacijom mudraca s vodom).
Oannes je bilo ime koje je babilonski povjesničar Beros u 3. st. pr. Kr. dao mitskom biću koje je čovječanstvo naučilo mudrosti. Beros opisuje Oannesa kao da je njegovo donje tijelo od ribe a gornji dio od čovjeka. On je opisan kao da mu je stanište u Perzijskom zaljevu iz čijih voda izlazi tijekom dana podučavajući čovječanstvo pisanju, umjetnosti i različitim znanostima.
Za ime „Oannes“ nekoć se nagađalo da potječe iz imena drevnog babilonskog boga Ea, ali sada znamo da je ime grčki oblik babilonskog Uanna (ili Uan), imena koje se koristilo za Adapu u tekstovima Ašurbanipalove biblioteke. Asirski tekstovi pokušavaju povezati riječ s akadskom riječju za majstora/obrtnika ummanu ali to je, izgleda, samo zanimljiva dosjetka.
Iosif Šklovsky i Carl Sagan spominju priče o Oannesu kao dostojne bližem temeljitom proučavanju mogućnosti pojave paleokontakata zahvaljujući svojoj dosljednosti i detaljima.